# Ozcopa
Genre
Ozcopa est un genre d'araignées aranéomorphes de la famille des Corinnidae.

## Distribution
Les espèces de ce genre sont endémiques du Queensland en Australie.

## Liste des espèces
Selon World Spider Catalog (version 17.5, 12/10/2016) :
- Ozcopa chiunei Raven, 2015
- Ozcopa colloffi Raven, 2015
- Ozcopa margotandersenae Raven, 2015
- Ozcopa mcdonaldi Raven, 2015
- Ozcopa monteithi Raven, 2015
- Ozcopa zborowskii Raven, 2015

## Publication originale
- Raven, 2015 : A revision of ant-mimicking spiders of the family Corinnidae (Araneae) in the Western Pacific. Zootaxa, no 3958(1), p. 1-258.